# Gregory Isaacs
Gregory Anthony Isaacs (15 de juliol 1951 - 25 d'octobre 2010) fou un músic de reggae jamaicà.

## Discogràfia
- All I Have Is Love (1973 / Trojan, 1976 / Abraham)
- In Person (1974 / GG's, 1974 / Trojan, 1975)
- Willow Tree (1977 / Jamaican Gold, Alvin Ranglin)
- Extra Classic (1976 / Morpheus, 1977 / Cindy Rec., 1978)
- Mr Isaacs (1977 / Cash & Carry, 1978 / Shanachie, 1982 / Vista, 1983)
- The Best Of (GG's, 1977)
- Two Bad Superstars (1978) - amb el seu amic Dennis Brown.
- Cool Ruler (Virgin, 1978)
- Soon Forward (Virgin, 1979)
- Lonely Lover (Charisma, 1980 / African Museum, 1983)
- More Gregory (Mango, 1981 / Island Remasters, 2002)
- The Best Of Vol. 2 (GG's, 1981)
- Night Nurse (Mango, 1982 / African Museum, 1982 / Island Remasters, 2002)
- Out deh! (Mango, 1983 / Island Remasters, 200X)
- Judge Not (Music Works, 1984) - amb Dennis Brown.
- Easy (Tad's, 1985)
- All I Have Is Love Love Love (Tad's, 1986)
- Double Dose (Blue Trac, 1986) - amb Sugar Minott.
- Victim (VP, 1987)
- Red Rose For Gregory (Ras, 1988)
- I.O.U (1989)
- No Contest (Greensleeves, 1989) - amb Dennis Brown.
- Warning (King Tubby's, 1989)
- Pardon me (Usa, 1992)
- Private Lesson (Acid Jazz, 1995)
- Private & Confidential (VP Records, 1999)
- Masterclass (Greenleeves, 2004)
- Gregory Isaacs sings Dennis Brown (2005) - homenatge a Dennis Brown.
- The Past, the Present (Scorcher Music, 2006)
- Brand New Me (African Museum / Tad's, 2008)
- Cutie Cutie (Vizion Sounds US, 2008)
- My Kind Of Lady (Rude Productions, 2009)
- The Originals (Tad's, 2009)
- Isaacs Meets Isaac (King Isaacs Music, 2010) - Gregory Isaacs i King Isaac.